# Федеративна Україна
Федеративна Україна — концепція державного устрою України як федерації етнічних земель українців, народжена в національно-визвольній боротьбі та вперше сформульована тарасівцями (1891).

## Історія ідеї
Передовим теоретиком федералізму в Україні та Росії був М. Драгоманов, який вбачав у ньому найкращу (найповнішу) форму демократії.
1891 року Братство тарасівців стало першою політичною організацією, що виступила за вільну соборну федеративну Україну, окресливши у своїй програмі майбутню українську державу як федерацію Лівобережної, Правобережної, Степової України, Кубані й Галичини. І вже у вересні 1905 року Микола Міхновський розвинув цю ідею в запропонованому проєкті Конституції.

### Новітній час
Прихильником федеративної України був і В'ячеслав Чорновіл: кожна її земля мала б власний парламент і власний уряд, а на федеральному рівні запрацювала б двопалатна Центральна Рада України. У своєму нарисі «Моя виборча програма» кандидата у народні депутати УРСР на виборах 1990, він зазначав:

| Я уявляю майбутню Україну федеративною державою — союзом земель, які склалися історично й несуть на собі природно-кліматичні, культурно-етнографічні, мовно-діалектні, побутово-господарчі та інші відмінності, що творять неповторне різнолике обличчя єдиного народу. Бачу в складі Української Федеративної Народної Республіки такі землі, як Київщина, Поділля, Волинь, Галичина, Буковина, Закарпаття, Гетьманщина, Слобожанщина, Запоріжжя, Донеччина, Таврія (Чорноморія), а Крим — як незалежного сусіду або автономну республіку в союзі з Україною. |
| — В'ячеслав Чорновіл, із програми кандидата у народні депутати на виборах 1990 до парламенту УРСР. |

Однак, згодом Чорновіл уточнив, що в 1991 році він змінив свою думку — федералізація необхідна була лише до того, як Україна стала національною державою. У своєму інтерв'ю він заявив:

| Що стосується федеративного устрою. Я зараз не буду включати в програму таку термінологію, оскільки мене можуть неправильно зрозуміти. Є федеративний устрій у однонаціональної Німеччини, а є такі країни, як Югославія і Радянський Союз, які теж називаються федеративними. Деякі мої опоненти постійно плутають ці поняття, або роблять вигляд, що не розуміють, або трактують мою заяву так, що використовують це проти мене. І тому я заміню поняття «федеративність» іншим — «регіональне самоврядування» |
| — В'ячеслав Чорновіл, у інтерв'ю після 1991. |

### Федералізація у часи російської агресії
Формально прикриваючись цією ж ідеєю, геополітика президента РФ Путіна спирається на місцевий колабораціонізм, представлений проросійською організацією «Український вибір» на чолі з Віктором Медведчуком, ексрегіоналами Вадимом Колесніченком і Олегом Царьовим, та іншими політиками, які тією чи іншою мірою сприяли військовій агресії Росії. На думку деяких політиків та політологів, федералізація України відкриє шлях для повторення «кримського сценарію».

## Критика

### Прихильники
Прихильники федерації обґрунтовують її доцільність географічними, історичними, мовними, культурними особливостями різних українських територій та зовнішньополітичними поглядами їхніх мешканців; нав'язаною радянською централізацією держави (унітарністю) тощо.
Позитивними наслідками федералізації на думку експертів є: формування регіональних еліт, максимальні повноваження й ресурси на місцях (повна ліквідація «київського корита»), взаємоконтроль двох рівнів влади (суб'єктів федерації та федеральної), конкуренція між регіонами за інвестиції, зниження протиріч у суспільстві. 

### Противники
Противники ж переконані, що федералізація є «планом розколу України» і не має жодних історичних, політичних та економічних передумов. Вони наполягають, що Україні потрібна не федералізація, а децентралізація влади й бюджетної системи, при цьому оперуючи радянським адміністративно-територіальним поділом України.
Низка іноземних політиків, зокрема експрезидент Польщі Броніслав Коморовський та президент Білорусі Олександр Лукашенко вважають, що федералізація небезпечна для України.